# ゼネラル・エレクトリック F118

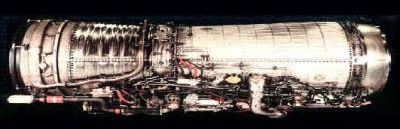
F118エンジン

ゼネラル・エレクトリック F118は、GE アビエーションによって生産されたターボファンエンジンでゼネラル・エレクトリック F110エンジンのアフターバーナー非搭載型である。

## 設計と開発
F118はB-2 スピリットステルス爆撃機専用に開発されたF110のアフターバーナー非搭載型である。単段の高圧タービンで9段の高圧圧縮機を駆動して2段の低圧タービンで3段のファンを駆動する。燃焼器はアニュラ型である。更にアメリカ空軍は、1998年に旧式化してきたロッキードU-2R偵察機の性能向上を目的に、エンジンをF118に換装し、U-2Sにしている。

## 搭載機
- ノースロップ・グラマンB-2A スピリット
- ロッキードU-2S

## 型式
F118-GE-100
B-2Aに搭載
F118-GE-101
U-2Sに搭載

## 仕様諸元 (F118-GE-100)
一般的特性
- 形式: 2軸 ターボファン
- 全長: 101 in (255 cm)
- 直径: 46.5 in (118 cm)
- 乾燥重量: 3200 lb (1452 kg)

構成要素
- 圧縮機: ファン1枚・11段軸流圧縮機（2段低圧、9段高圧）
- 燃焼器: アニュラ型
- タービン: 1段高圧・2段低圧

性能
- 推力: 19,000 lbf (84.5 kN)
- 全圧縮比（英語版）: 35:1
- 空気流量: 270 lb/s (122 kg/s)
- 燃料流量: 0.67 lb/h/lbf
- 推力重量比: 5.9:1

出典: 